# WDC 65C816

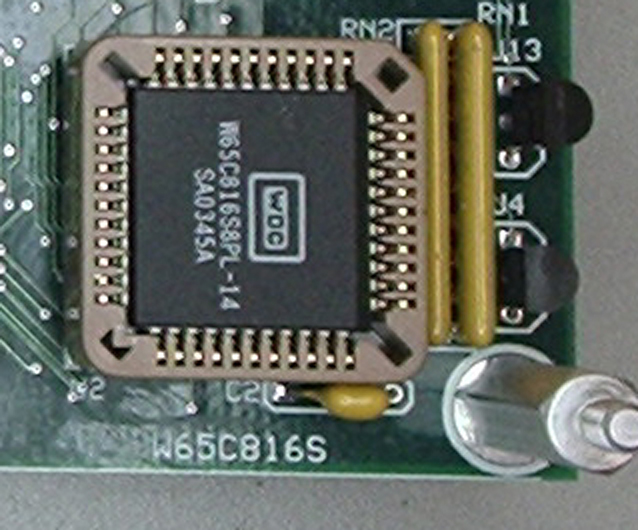
W65C816S in formato PLCC-44.

Il W65C816 (noto anche come 65C816 o 65816) è un microprocessore a 16 bit prodotto a partire dal 1984 da Western Design Center (WDC) come evoluzione del WDC 65C02. Il numero 65 nella sigla indica la compatibilità con i chip della serie 65xx mentre 816 indica la possibilità di scegliere se utilizzare i registri interni ad 8 o 16 bit. Il W65C816 permette anche di accedere in modo diretto fino a 16 megabyte di memoria grazie al suo bus indirizzi a 24 bit, senza dover ricorrere alla tecnica del bank switching.
Dopo un reset il W65C816 parte in "modalità emulazione", ossia emula un W65C02 risultando quindi perfettamente compatibile con il predecessore ad 8 bit. Nonostante questa compatibilità, il microprocessore in formato DIP40 non è intercambiabile con i chip della serie 65xx perché presentano una piedinatura diversa, a differenza del W65C02 che invece è interscambiabile con i chip MOS 65xx. Tramite alcune istruzioni è possibile passare alla "modalità nativa", abilitando tutte le nuove funzionalità del core a 16 bit.

## Storia
Lo sviluppo del 65C816 iniziò nel 1982 quando Bill Mensch, fondatore di WDC nonché uno dei progettisti del MOS 6502 originale e del WDC 65C02, fu contattato da Apple per una CPU da utilizzarsi su una nuova versione del personal computer Apple II, l'Apple IIGS, che avrebbe avuto grafica e suono avanzati rispetto ai modelli della serie già in produzione. Apple desiderava una CPU che fosse compatibile a livello software con il MOS 6502 in uso sugli Apple II ma capace di indirizzare più memoria e di gestire word a 16 bit. Il risultato fu il 65C816, terminato nel mese di marzo del 1984.
All'inizio degli anni novanta il core del 65C816 (e del suo predecessore 65C02) è stato reso completamente statico, ossia è possibile arrestare completamente il segnale di clock del microprocessore senza perdere i dati contenuti nei suoi registri. Grazie a ciò è stato possibile ridurre i consumi del core quando il chip è in modalità stand-by. Il chip è stato denominato 65C816S, con la "S" ad indicare appunto il core statico.
Il chip è ancora in commercio ed è disponibile in formato DIP40 nonché nei formati SMD PLCC44 e QFP44. WDC fornisce anche i sorgenti Verilog per integrare il core in chip ASIC.

## 65C802
In passato WDC offriva anche una versione del 65C816 compatibile a livello di piedinatura del chip con il 65C02 denominato 65C802'. Come il 65C02, però, esso può indirizzare direttamente solo 64 kB di memoria per via del bus indirizzi limitato a 16 bit. Questo chip è stato tolto dal mercato nel corso degli anni novanta.

## Utilizzi
Il microprocessore è stato utilizzato:
- nell'Apple IIGS;
- nell'Acorn Communicator, un computer per ufficio prodotto da Acorn Computers nel 1985;
- nel C-One, un clone del Commodore 64 realizzato nel 2002;
- nella console Super Nintendo Entertainment System come CPU Ricoh 5A22, che deriva dal 65C816;
- nella cartuccia del gioco Super Mario RPG: Legend of the Seven Stars, dove è presente come CPU Nintendo SA-1, altro chip derivato dal 65C816;
- nel SuperCPU, una scheda per il Commodore 64/128 inseribile nelBi espansione di questi computer.[2]